# 自己血輸血
自己血輸血（じこけつゆけつ、autologous blood transfusion）とは、手術を受ける患者自身の血液を輸血に用いる治療法である。また、ドーピングの手法でもある。

## 概要
手術が予定されている患者の血液を予め採血しておくか術中に出血した血液を回収して輸血するという治療法。患者自身の血液を用いるため、感染や免疫反応（GVHD）などの輸血に伴う副作用を回避できるというメリットがある。
自己血貯血と自己血輸血は輸血料が別々に算定できる。貯血の輸血料は200mLごとに200点、輸血の輸血料は200mLごとに750点。
採血量＝400mL×体重/50kgで算出される(CPD400mLバッグ中の抗凝固剤は56mL)。

## 種類
自己血輸血の方法は、大きく分けて、(1)術前貯血式、(2)術前希釈式、(3)術中回収式(4)術後回収式の4つに分類される。

### 術前貯血式
出血がある程度予測できる手術で行われる方法、術前に患者自身の血液を採取し、術後に輸血するもの。採取した血液は4℃で保存しておく。採血した後は鉄剤やエリスロポエチン(適応は800ｍＬ以上の採血の場合)を投与し、造血を促進させておく。詳細を以下に述べる。
採血してから本人に貯血した血液を返すまでの手続きを貯血式自己血輸血という。以下に採血の手順、保管に関する諸問題、自己血輸血の際の注意点などを述べる。
採血に関しては単純に採血していく方法のほかに、過去に採血したものをいったん戻し輸血して、それより400ml多くの採血をしていく方法などがあり、その際も細かな手技上の違いがあるが、血液センターが供給する同種血の安全性が高くなった今日、3回の採血を超えて、特殊な手技で採血することは今日一般には行われなくなった。即ち、貯血式自己血輸血は1200mlが上限だと考えておいて良いだろう。これには、保存される血液製剤が低温でも増殖するバクテリア（エルシニア等）に汚染される事を防ぐためである。
採血前から貧血がある場合の自己血貯血の分量と限界は医療施設ごとに貯血に割くことのできる人員の数と熟練度などによって異なってくる。貧血の際には貯血の一週間前からエリスロポエチン製剤を使うことが可能で、貧血が認められない場合には最初の採血の後に投与する。体内の鉄が不足していると、エリスロポエチン製剤の効果は半減する。そのため鉄剤を投与する。鉄剤は経口的に投与する方法もあるが、消化管症状を避けることが出来るという点では、経静脈的な投与が好まれている。
採血方法としては、皮膚表面の汚れをアルコール綿などで清拭して、10％ポビドンヨードで消毒、ハイポアルコールでポビドンヨードを脱色した後、採血用針を血管内に穿刺して採血する。自己血輸血用の採血を行うのがボランティアからの採血の際のような手馴れた職員ではなく、不定期に採血に駆り出される病院職員であることもまれではないので、採血の際の失敗なども散見される。院内のマニュアルなどで、二度刺しは禁止するなど採血に伴う血液の汚染を避けるように細心の注意が必要である。
採血した血液の貯蔵の際に他人の血とすりかえられるようなことがないような管理体制も必要であろう。そのために、血液バッグにラベルがはがれた時の用心に直接患者名、採血日などを記入しておき、さらに必要事項を記入したラベルを貼付するなどの注意も要求される。保管は全血で保管するか、濃厚赤血球と血漿に分離して保管するかで、自己血を輸血する際のそのやり方と、効果に差が生じる。全血で保管する場合は、血液中の凝固因子、血小板などは生物活性がなくなるので、酸素運搬能を補強、補充するという目的で使うことになる。一方、血球と血漿に分離すると、出血の比較的早期に赤血球の輸血によって酸素運搬能の補強、補充を行い、外科的出血がコントロールできたあたりで血漿を輸血することにより、止血機能を補充するといった、同種血輸血の場合と同じ使い方が出来るので、容量の過負荷になることを心配する必要が減じる。
全血で保存する場合は4℃、分離して保存する場合は赤血球製剤を4℃、血漿を零下20℃以下で保存する。これも血液センターが供給する製剤と同一の保存方法である。それらの製剤の使用に当たって、急激な加温を避けるといった注意点もセンター血と同様である。
輸血の際の注意点としては、一般のセンター血の場合と同様であるが、輸血を開始する前にバッグの中の溶血の有無などを仔細に観察して、安全性を確認しておくことがセンター血以上に要求される。血液製剤の製造の素人が採血して保存する訳であり、汚染の可能性に対する注意は払いすぎることがない。
自己血の貯蔵に関して、今までに述べた方法とは違う方法がある。それは赤血球の凍結保存である。これは各医療施設で簡単に出来る方法ではなく、血液センターに依頼することになるが、長期にわたる保存が可能であり、したがって、相当量を貯蔵できるというメリットもある。なおその際、当然だが、凍結血漿も保存できる。凍結赤血球を解凍した後の寿命は短いので、その利用は計画的に行う必要がある。

### 術前希釈式
全身麻酔後に血液を採取し、喪失分を代用血漿で補う。そして術後に採取しておいた血液を輸血する方法。代用血漿で血液を希釈することで、赤血球の喪失を軽減する。
希釈式自己血輸血は近年ではどちらかというと人気のない方法とされ、実施している施設の数が減少している。これには希釈に関心を有する麻酔科医の数が減少していること、血液を希釈する過程の生理学的変化への臨床医としての興味が消失しつつあること、センター血の安全性が飛躍的に高まったことなどが原因として考えられるが、有効性の不確かさも関係していると思われる。
その方法としては、大きく分けてisovolemic hemodilution とhypervolemic hemodilutionとがあり、前者が煩雑、後者は効果が薄いといってよい。以下にその方法を詳述する。
Isovolemic Hemodilution
手術室に入室した患者の比較的太い静脈に16G - 18Gのラインを確保し、そこから採血する。点滴の回路の途中に三方活栓を置き、流路を切り替えながら、採血を繰り返すが、その際に別のラインからHESなどの代用血漿を投与する。採血量は800ml程度が一般的であるが、1200ml、1600mlといった報告も散見され、状況によっては400mlというものもある。大量の血液を採血（＝脱血）するのであれば、心臓への前負荷のモニタリング（CVPのモニタリング）を行うほうが安全であろう。
日本におけるデータでは、安静時の成人の酸素消費量は毎分200ml程度なので、心臓からの血液がそれより多い酸素を運搬できるように考えておかなければならない。具体的には、正常な状態では心臓からの血液の拍出量が4L/min程度であり、酸素含量が18ml/dlであるので、毎分700ml程度の酸素が全身に運ばれ、500ml程度が使われないままに心臓に帰ってくることになる。
チアノーゼ性の先天性心疾患などで、生後数年を経ると患者の毛細血管密度が上昇し、血管から細胞までの距離が短くなり、かつヘモグロビン濃度が上がり、心臓内での右左シャントによる動脈血酸素分圧の低下を代償する。これはファロー四徴症などの手術に際して、皮膚切開などで大量の出血を見ることなどからも上述した代償が行われていることが裏付けられる。
さて、血液を希釈すると血液中の酸素含量が低下する。このことは酸素含量が以下の式で表されることからも覗える。
Cnt O2=1.34 x SaO2 x Hb + 0.003 x PaO2 （ml/dl血液）
此処で、Cnt O2とはO2 CONTENTのこと、SaO2は完全に飽和した状態を1、PaO2の単位はmmHg、Hbはg/dlである。此処でHbが半分になったとしよう。全身への酸素供給を維持するためには心臓からの血液の拍出を倍にするか、静脈血の酸素飽和度が半分になって、単位体積の血液が全身に供給する酸素の量（＝酸素抽出）を倍にするという方策を採ることになるが、酸素抽出を倍にすると、先に述べた理由で細胞呼吸が損なわれる可能性があり、心拍出量増加で初期には対応せざるを得ない。
なお患者から採血して輸液をしなかった場合は貧血にはならず出血性ショックの様相を示すようになる。生体の間質や細胞から水分が血管内に移行するには時間がかかり、採血量がある程度以上だと心拍出量が低下して患者は急速に循環不全になっていくからだ。
血液を希釈した場合、心拍出量が増加することで代償すると述べたが、ヘモグロビンの酸素乖離曲線が右方移動することにより、同一の酸素分圧の時の酸素飽和度が低下することで、酸素抽出を容易にするような機序が少し遅れて働くので、心臓の負担はやがてそれほど大きいものではなくなる。即ち心拍出量は採血前の1.2倍とか1.4倍程度で全身の酸素需要量をまかなえるようになる。
生体のそうした適応などのおかげもあって、適正な輸液量を維持すれば採血によってHb値がある程度まで低下しても人は生存しうる。その限界は心臓疾患などがない場合、4g/dl程度と言われている。
Hypervolemic hemodilution
Hypervolemic hemodilutionでは、患者の血液を体外に採血して貯蔵する代わりに、血管を何らかの手段で拡張させて（薬物、もしくは硬膜外麻酔）大量の輸液によって血液を希釈する。その効果はIsovolemic Hemodilutionよりもさらに薄く、四肢末梢に顕著に見られる浮腫もより強く現れる。アルブミンなどを使えば、浮腫を避けることは出来るが、アルブミンは血液製剤の一つであり、厳密には同種血輸血を回避する目的で行われる希釈式自己血輸血の趣旨に反する。
Hypervolemic Hemodilutionでは左心不全による肺水腫を予防するために、βアゴニストの投与、PEEPなどを念頭においておく必要もある。術者との折り合いが付けば手術中でも軽くヘッドアップポジションにするなどの手もある。

### 術中回収式
術中に出血した血液を吸引管を通して回収し、生理食塩水で赤血球を洗浄して患者に戻す方法。出血量の多い手術で行われる。

### 術後回収式
術後に出血した血液を使用するほかは術中回収式と同様である。

## 注意点
術前貯血式は手術の1か月ほど前から採血しておく必要があるため、緊急手術では用いることはできない。また、血液の保存期間にも限度があるため、手術の予定日が確実にわかっていなければならない。

## 血液ドーピング
自己血輸血はドーピングの手法としても用いられる。予め保存しておいた自己血を用いて、競技前に自己血輸血を行うことで体内の赤血球の量を増やし、一時的に心肺能力を高めるというものである。競技後に血液を抜き取ることで、ドーピング検査による発覚の可能性を下げることができるとされる。
ツール・ド・フランスで7回優勝したランス・アームストロングは、2013年1月のオプラ・ウィンフリーとのインタビューでかつて自己血輸血ドーピングを行なっていたことを認めた。